# Euphyia leptophrica
Euphyia leptophrica är en fjärilsart som beskrevs av Turner 1922. Euphyia leptophrica ingår i släktet Euphyia och familjen mätare. Inga underarter finns listade i Catalogue of Life.